# Departamento San Martín (Santa Fe)
Das Departamento San Martín liegt im Westen der Provinz Santa Fe im Zentrum Argentiniens und ist eine von 19 Verwaltungseinheiten der Provinz.
Es grenzt im Norden an die Departamentos Castellanos und Las Colonias, im Osten an das Departamento San Jerónimo, im Süden an das Departamento Belgrano und im Westen an die Provinz Córdoba.
Die Hauptstadt des Departamento San Martín ist Sastre.

## Städte und Gemeinden
Das Departamento San Martín ist in folgende Gemeinden aufgeteilt:
- Cañada Rosquín
- Carlos Pellegrini
- Casas
- Castelar
- Colonia Belgrano
- Crispi
- El Trébol
- Landeta
- Las Bandurrias
- Las Petacas
- Los Cardos
- María Susana
- Piamonte
- San Jorge
- San Martín de las Escobas
- Sastre
- Traill

## Söhne und Töchter
- Fernando Tell (1921–1995), Bandoneonist und Tangokomponist